# Dido Florentín Bogado
Dido Florentín Bogado (Coronel Bogado; 28 de abril de 1930) es un contador y diplomático paraguayo.

## Biografía
Florentín estudió en la Escuela de Comercio N.º 2, egresando con el título de Contador; posteriormente obtuvo un doctorado en Ciencias Económicas en la Universidad Nacional de Asunción. Se desempeñó como funcionario del Banco Central del Paraguay (1953-1973). 
En el ámbito diplomático, fue cónsul en la ciudad alemana de Hamburgo, y embajador en Bélgica y Brasil.
Durante el gobierno de Raúl Cubas Grau se desempeñó como ministro de Relaciones Exteriores del Paraguay (15 de agosto de 1998 al 28 de marzo de 1999).